# Скейтбординг на літніх Олімпійських іграх 2020
Змагання зі Скейтбордингу вперше в історії олімпійського руху пройшли на літніх Олімпійських іграх 2020 в Токіо.
28 вересня 2015 року скейтбординг увійшов до короткого списку з п'яти нових видів спорту, кандидатів на додавання до програми літніх Олімпійських ігор 2020 року, поряд з бейсболом, софтболом, карате, серфінгом і спортивним скелелазінням.
1 червня 2016 року виконком Міжнародного олімпійського комітету заявив про свою підтримку ідеї додавання всіх 5 видів спорту до програми літньої Олімпіади 2020 (об'єднавши бейсбол і софтбол в один вид).

## Змагання
Змагання зі скейтбордингу пройдуть від 25 липня до 5 серпня 2021 року в токійському районі Кото на штучному острові в Токійській затоці в парку для міських видів спорту Аріаке.
25 липня 2021 року Юто Хоріґоме виборов золоту медаль у змаганнях зі скейтбордингу, ставши першим спортсменом в історії Олімпіади, що переміг у цьому виді спорту.

## Дисципліни
Буде розіграно чотири комплекти нагород:

### Чоловіки
- Парк
- Стріт

### Жінки
- Парк
- Стріт

## Розклад змагань
Розклад всіх змагань подано за японським стандартним часом (UTC+9).
| День    | Дата                    | Початок | Завершення | Дисципліна       | Етап                   |
| ------- | ----------------------- | ------- | ---------- | ---------------- | ---------------------- |
| День 2  | Неділя 25 липня 2021    | 9:00    | 13:55      | стріт (чоловіки) | Попередні заїзди/Фінал |
| День 3  | Понеділок 26 липня 2021 | 9:00    | 13:55      | стріт (жінки)    | Попередні заїзди/Фінал |
| День 12 | Середа 4 серпня 2021    | 9:00    | 13:40      | парк (жінки)     | Попередні заїзди/Фінал |
| День 13 | Четвер 5 серпня 2021    | 9:00    | 13:40      | парк (чоловіки)  | Попередні заїзди/Фінал |

## Медалісти

### Таблиця медалей
*   Країна-господарка (Японія)
| Місце               | Країна              | Золото | Срібло | Бронза | Загалом |
| ------------------- | ------------------- | ------ | ------ | ------ | ------- |
| 1                   | Японія*             | 3      | 1      | 1      | 5       |
| 2                   | Австралія           | 1      | 0      | 0      | 1       |
| 3                   | Бразилія            | 0      | 3      | 0      | 3       |
| 4                   | США                 | 0      | 0      | 2      | 2       |
| 5                   | Велика Британія     | 0      | 0      | 1      | 1       |
| Загалом (5 збірних) | Загалом (5 збірних) | 4      | 4      | 4      | 12      |

### Дисципліни
| Дисципліна       | Золото                                            | Срібло              | Бронза             |
| ---------------- | ------------------------------------------------- | ------------------- | ------------------ |
| парк (чоловіки)  | Кіґан Палмер (AUS)                                | Педру Баррус (BRA)  | Корі Джуно (USA)   |
| парк (жінки)     | Сакура Йосодзумі (JPN)                            | Кокона Хіракі (JPN) | Скай Браун (GBR)   |
| стріт (чоловіки) | Юто Хоріґоме (JPN)                                | Келвін Хофлер (BRA) | Джеґґер Ітон (USA) |
| стріт (жінки)    | Момідзі Нісія\|Нісія Момідзі\|Момідзі Нісія (JPN) | Раїсса Леал (BRA)   | Фуна Накаяма (JPN) |